# Ettore Zaccari
Ettore Zaccari (Cesena, 1877 – Milano, 16 maggio 1922) è stato un ebanista italiano.

## Biografia
Dopo aver frequentato i corsi delle scuole per artigiani dell'Accademia di Brera e quelli, diretti da Luigi Cavenaghi, della Scuola d'Arte Applicata del Castello, aprì a Milano in via Pisacane 32 un proprio laboratorio d'intaglio, specializzandosi e diventando noto per la produzione di preziose ed artistiche cornici.
Nella bottega dello Zaccari vennero prodotti inoltre complementi d'arredo ed interi arredamenti il cui stile si rifaceva, secondo un gusto tardo-eclettico, all'arte medioevale (sulle orme di quanto proposto dal movimento inglese delle Arts and Crafts), rinascimentale, moresca e anche bizantina di matrice ravennate, incontrando il favore della borghesia milanese più aristocratica.
Le sue opere, solitamente in legno lucidato scuro, pur improntate alla rivisitazione dei mobili "in stile", si avvicinavano ad alcune tra le più aggiornate esperienze internazionali contemporanee, come ad esempio la produzione del francese Maurice Dufrène, nella fitta ed esuberante decorazione a intaglio, spesso dorata o dipinta.
Nel 1917 Zaccari fu coinvolto nel rifacimento, in stile "moderno", dell'intero arredo della Sala del Consiglio nel Castello Estense di Ferrara (oggi Sala dei Comuni), assieme a Giovanni Battista Gianotti, titolare delle milanesi "Officine d'arte", ai due maestri nella lavorazione del ferro battuto Carlo Rizzarda e il socio Giuseppe Bernotti, e al decoratore Carnovali. Nell'intervento vennero adottate forme stilistiche che rivelano una transizione dal liberty verso l’art déco, leggibili – per ciò che riguarda Zaccari – negli intrecci di elementi naturalistici utilizzati in pannelli e cornici, unitamente ad altre raffigurazioni che uniscono soggetti animali e vegetali presenti nel territorio ferrarese.
Dopo la prematura morte dell'intagliatore avvenuta nel 1922 a soli 44 anni, la sua bottega continuò l'attività sotto la guida di Mario Magnoni, introducendo caratteristiche stilistiche maggiormente affini al gusto déco, e partecipando con propri mobili ad importanti iniziative quali le edizioni biennali della "Mostra internazionale delle arti decorative" organizzate da Guido Marangoni presso la Villa Reale di Monza negli anni 1923 (in cui la bottega fu premiata con il Diploma d'Onore), 1925 e 1927.